# حزين! (أغنية)
حزين! (بالإنجليزية: !sad)‏ هي أغنية لمغني الراب الأمريكي إكس إكس إكس تنتاسيون من ألبومه الثاني "في الاستوديو،؟" عام 2018، تم إصدارها كأغنية رئيسية من الألبوم في 2 مارس 2018. أنتجت الأغنية بواسطة جون كننغهام وكتبها إكس إكس تنتاسيون كان لحنها مستوحى من انذار حزام الامان في سيارته بي إم دبليو آي 8. الأغنية هي الانجح لـ إكس إكس تنتاسيون في الولايات المتحدة، وبلغت ذروتها في المرتبة الأولى على بيلبورد هوت 100 بعد مقتله في 18 يونيو 2018. وحققت نجاح على مواقع التواصل الأجتماعي بعد موته وقد حصدت أكثر من مليار ومائتين مليون مشاهدة على اليوتيوب حتى الآن.